# Tennessee's Partner
Tennessee's Partner is een Amerikaanse western uit 1955 onder regie van Allan Dwan. In Nederland werd de film destijds uitgebracht onder de titel Speelduivel en metgezel.

## Verhaal
Tennessee is een beroepsgokker in een mijnstad in Californië ten tijde van de goldrush. Hij heeft een ingewikkelde verhouding met Duchess, de eigenaresse van een nachtclub. De cowboy Cowpoke is naar de stad gekomen om er zijn verloofde Goldie Slater te ontmoeten. Het lijkt alsof er iets gaande is tussen haar en Tennessee.

## Rolverdeling
| Acteur         | Personage         |
| -------------- | ----------------- |
| John Payne     | Tennessee         |
| Ronald Reagan  | Cowpoke           |
| Rhonda Fleming | Duchess           |
| Coleen Gray    | Goldie Slater     |
| Anthony Caruso | Turner            |
| Morris Ankrum  | Rechter Parker    |
| Leo Gordon     | Sheriff           |
| Chubby Johnson | Grubstake McNiven |
| Joe Devlin     | Prendergast       |
| Myron Healey   | Reynolds          |
| John Mansfield | Clifford          |